# São Miguel da Terra Firme
São Miguel da Terra Firme était le nom originel de la localité actuelle de São Miguel, dans la municipalité de Biguaçu, au Brésil. 
Il s'agissait de l'une des trois premières freguesias créées dans l'État de Santa Catarina, en 1748, avec Lagoa da Conceição (1750), sur l'île de Santa Catarina et Nossa Senhora do Rosário de Enseada de Brito (1750), sur le territoire de la municipalité actuelle de Palhoça. 
Elle fut créée à la suite de l'arrivée de colons venus des Açores. Elle constitua le siège de la municipalité jusqu'en 1894.